# Сім'янцев Олекса Іванович
Сім'янцев (Сімянців, Сім'янців) Олекса Іванович (9 березня 1893, слобода Великий Бурлук Вовчанського повіту Харківської губернії  — 21 грудня 1963, Нью-Арк) — військовий і громадський діяч, вчитель, інженер-гідротехнік; значковий (поручник) полку Чорних запорожців; військове звання — поручник Армії УНР.

## Життєпис
Сім'янцев Олекса Іванович народився у сім'ї безземельного селянина. Закінчив 2-класну школу (1910) та Олександрійську вчительську семінарію (1914). «Того ж року мобілізований москвинами і відправлений на службу до Петербурга», де служив у Лейбгвардійському Павлівському полку. Закінчив 3-тю Петергофську школу прапорщиків (15 лютого 1916). Наприкінці 1916 року відправлений в дієву армію. На фронті пробув до кінця 1917 року.
Нагороджений орденами Св. Анни і Святого Володимира. «Наприкінці 1917 р. приїхав додому, а весною в квітні (8 квітня) вступив добровільно в Українську армію, в якій і був весь час без перерви, аж до інтернування армії поляками року 1920 листопаду 22».
Перебував у таборах у Пикуличах, Вадовицях, Стшалкові. «На початку липня року 1922 втік від ляхів до Чехословацької республіки з метою продовжувати освіту». Закінчив матуральні курси (20 липня 1923) та Українську господарську академію (Подєбради, 16 червня 1928). «Взірцевий член ОБВУА» (Об'єднання бувших вояків-українців в Америці).
Похований на Українському православному цвинтарі св. Андрія у Баунд-Бруці (США).

## Вшанування пам'яті
26 грудня 2023 року в смт. Великий Бурлук провулок Пушкіна перейменували на провулок Братів Сім'янцевих (на честь Олекси Сім'янцева та його брата Валентина).